# 死体蘇生者ハーバート・ウェスト
死体蘇生者ハーバート・ウェスト （Herbert West–Reanimator）は、アメリカのホラー作家ハワード・フィリップス・ラヴクラフトによる短編ホラー小説であり、クトゥルフ神話。マッドサイエンティストのハーバート・ウェスト医師（Dr.Herbert West）を主人公とし、その唯一の友人とされる人物の助手が語り部として主人公の行動を読者に解説する体裁を取る。

## あらすじ
ミスカトニック大学医学部に在籍するハーバート・ウェスト医師は、生命が死んだあとも化学物質を綿密に計算して注入すれば、生命は活動を続行すると考えていた。蘇生実験のためモルモット、兎、猫、犬、猿などを実験動物とし、その過程で復活の兆しがあったのは3、4度で、生き返ったのではないかと思われることもあった。
ウェスト医師は実験の過程でついに人間で実験を行おうとしたが、医学部長アラン・ハルゼイから実験の禁止を言い渡された。そこで助手の手引きでミドウ・ヒルにあるチャップマンの所有する廃屋を手に入れ、ボストンや大学から（カモフラージュをつけて）道具を持ち出した。しかし新鮮な死体を求めて警察や病院を訪ねたが空振りに終わる。代わって共同墓地で防腐剤を撒かれていない死体が埋められたことを聞いて掘り出し実験した。1度目は失敗し、2度目は処方液を変えようと考えていたが死体が突然復活して叫びだしたため逃げる。
その後は経験の恐怖から一時中断したが、実験を再開するために大学に死体を提供することを頼んで断られた。最後の夏季講習でアーカムでチフスが蔓延し、大学に多くの患者が運ばれたため、どさくさに紛れて死体を盗み解剖室に持っていって実験したが、死体は復活せず焼却した。8月にハルゼイが過労死し、その死体を使って実験したところ肉体のみが復活し、知性が戻ることはなかった。
医師免許を獲得したあと、コテージで外科医として医療所を開き、繁盛したそのかたわら、近くにあった墓地から新鮮な死体を取ってきては実験をしていた。裏ボクシングで黒人バック・ロビンソンが死亡した際、事態のもみ消しを条件に死体を引き取り実験したが、復活の予兆もなく墓に入れる。しかしロビンソンは、墓からよみがえって子供を襲い、ウェストは「彼」を射殺する。
1910年7月、助手がイリノイに帰っている間にウェストは、人工鮮度保存法を知り、セント・ルイスのローバット・リーヴィットと町中で出会った際、彼が突然心臓発作で倒れたことで新鮮な死体を入手する。1910年7月18日の夜にリーヴィットの死体を使って実験し、復活したが絶叫して再び死亡する。このとき、一時的に復活したリーヴィットの口からウェストがリーヴィットを薬で殺害していたことが判明する。
1915年に第一次世界大戦の最中、死体入手のために死体蘇生術の弟子モーアランド卿の手引きにより、助手と共に軍医として従軍する。助手は、フランドルのカナダ連隊所属の大尉となった。3月の夜にそのモーアランド卿が飛行機でサンテロワに移動中、対空砲を浴びて墜落。他の死体は酷いが、モーアランドの死体は新鮮なものだったので、首と胴体を切り離して実験に使ったが、ドイツ軍の空爆で失敗に終わる。しかし助手は、空爆の直前、蘇ったモーアランドの首が叫ぶのを聞いていた。
戦後、ウェストと助手は、ボストンの墓地近くの怪しげな地下室がある館に住み実験を繰り返した。この時に召使を雇っている。ある日ウェストは、助手と共に新聞でハルゼイが入院させられているセフトン精神病院に蘇生された一団がやって来て、それらがハルゼイを救出したという記事を見て恐怖した。そしてウェストの館にモーアランド卿の首が入った箱が届く。ウェストは、箱を地下で焼却したが、その夜に地底からモーアランド卿の胴体に率いられた死体たちが現れてウェストを八つ裂きにし、そして蘇生させて地底に連れ去った。その後、世間ではウェストの失踪に助手が関与したと疑っている。そして助手も抗弁もできぬまま、己が狂気で幻覚を見たのか、それとも正気でいつか死体たちが再来するのかを、どちらにしても恐れている。

## 登場人物
ハーバート・ウェスト医師
主人公。不道徳的な医学者で死者蘇生実験を研究し、死者に対する恐れを抱かない人物として描かれる。
体格は、小柄、金髪、薄い青い目をしており、眼鏡を掛けている。物静かな印象を受けるが、鋭敏な頭脳の持ち主。ミスカトニック大学医学部に在籍時に人工的に死を克服することが可能であると公言したことや、前述の蘇生実験から、教授や周りから嫌われていた。
ウェストが蘇生実験に使用した蘇生溶液は、生物ごとに違う反応をする。そのため、調合した蘇生溶液は人によって違う。
助手
本名は記されていない。物語は彼の一人称で語られる。17年間、共に人体蘇生の実験を取り組んでいた。ウェストが友人と呼べるのは助手だけ。助手の両親はイリノイに住んでいる。
ウェストの実験に最初は興味を持っていたが、次第にウェストの実験に恐怖し、そして己もまた実験体とされる危機を感じはじめていた。ウェストの失踪後、ボストン警察に尋問を受ける。
エリック・モーアランド・クラップハム＝リー卿
階級は少佐で、カナダ連隊所属の外科医。ウェストの蘇生理論を密かに学び、ウェストを軍医として手引きした。

## 解説

### 創作
メアリー・シェリーの『フランケンシュタイン』を意識して執筆された作品。
ラヴクラフトにとっては、初の連載作品であった。1921年9月から翌年の半ばにかけて執筆され、『ホーム・ブルー』1922年2月創刊号から7月号にわたり6回連載され完結した。ラヴクラフトの没後、『ウィアード・テールズ』1942年3月号から連載されたが中断をはさみ、全6話で完結した。連載なので、毎回恐怖シーンがある。

### クトゥルフ神話への影響
ウェスト医師の登場作品である、『死体蘇生者ハーバート・ウェスト』は、1921年に執筆され、ラヴクラフト作品（およびクトゥルフ神話）にて頻出する架空の大学「ミスカトニック」が初めて登場した。そのため、『死体蘇生者ハーバート・ウェスト』はクトゥルフ神話において重要な作品である。だが、ウェスト医師のスタンスは生命機械論・医科学であり、クトゥルフ神話に頻出する異界の力ではない。ウェストはマッドサイエンティストであって、薬物で蘇生させたゾンビについても、魔術は関与していない。ゆえに当作品は、ラヴクラフト作品であり、クトゥルフ神話なのだが、コズミック・ホラーの要素は薄い。
ダニエル・ハームズによるクトゥルフ神話設定事典『エンサイクロペディア・クトゥルフ』での、ハーバート・ウェスト医師への言及は、ジョーク的な記載となっている。ウェストがすばらしい医科学者であるかのように書かれており、『死体蘇生者ハーバート・ウェスト』既読者には事実がまるで異なる、ジョーク記述とわかるようになっている。

### 他作品におけるウェスト医師の登場
ウェスト医師は単発の登場であるが、そのキャラクターは他のクトゥルフ神話のキャラクター同様、別のフィクション作品にも登場している。それらの後発作品でのウェストは、マッドサイエンティストとして黒魔術や旧支配者に関わっている場合がある。
- 映画『ZOMBIO/死霊のしたたり』（1985年）。シリーズ化されて3作品が制作された。ハーバート・ウェスト役は、ジェフリー・コムズが演じた。
- 映画『Reagitator: Revenge of the Parody』（2017年）。ディラン・グリーンバーグによるパロディ映画。
- 映画『Beyond the Resonator』（2022年）、『Curse of the ReAnimator』（2022年）。チャールズ・バンドによる『ZOMBIO/死霊のしたたり』シリーズのセルフ・オマージュ作。
- 小説『Bloody Red Baron』（1995年） -キム・ニューマン
- ゲーム『スプラッターハウス』シリーズ（1988年～）。設定上言及されるほか、特に第2作に本人が登場。また2010年のリメイク版においてはクトゥルフ神話作品の色彩が明確となった。
- ゲーム『黒の断章』（1995年）
- ゲーム『デモンベイン』（2003年）
- ゲーム『Operation Darkness』（2007年）。ハーバード・イースト（Herberd East）となっている。
- 漫画『プロビデンス』（2015年）。アラン・ムーアによるラヴクラフト作品の再解釈シリーズ。ヘクター・ノースとして登場する。

## 収録
- 『死体蘇生者ハーバート・ウェスト』（原題:『Herbert West-Reanimator』）：創元推理文庫『ラヴクラフト全集5』大瀧啓裕訳
- 『ハーバート・ウェスト――死体蘇生者（リアニメーター）』：星海社FICTIONS『宇宙の彼方の色 新訳クトゥルー神話コレクション5』森瀬繚訳